# Kaycee Nicole
Pour les articles homonymes, voir Nicole.
Kaycee Nicole est un personnage fictif interprété par une citoyenne américaine du nom de Debbie Swenson traversant un cas de syndrome de Münchhausen par Internet,. Entre 1999, et jusqu'à ce que la supercherie ne soit découverte qu'en 2001, Swenson, jouant le rôle de Kaycee, se représentait en tant qu'adolescente souffrant d'une leucémie en phase terminale. Le décès de Kaycee est annoncé le 14 mai 2001, puis publié le 16 mai 2001 ; peu après, des internautes l'ayant encouragée dans sa lutte découvrent que Kaycee n'avait jamais existé. Debbie Swenson avoue cette supercherie le 20 mai 2001.

## Création
En 1998, la fille de Debbie Swenson, Kelli, à cette période collégienne dans l'État d'Oklahoma, s'inscrit en-ligne sous le pseudonyme de « Kaycee Nicole » avec un groupe d'amis,. Le groupe se crée une page web au nom d'une fille fictive en utilisant la photo d'une joueuse de basketball originaire de l'Oklahoma pour la représenter, mais ne semble pas avoir créé le personnage de Kaycee au-delà d'une image fictive. Ce n'est que lorsque Debbie Swenson découvre la création de ce personnage qu'elle décide de donner une véritable personnalité à Kaycee. En août 1999, la famille Swenson déménage de l'Oklahoma au Kansas.

## Personnalité
Debbie Swenson, ayant désormais donné une personnalité au personnage fictif de Kaycee Nicole, s'inscrit sur CollegeClub.com en 1999, sous le profil d'une « blonde radieuse », joueuse de basketball au Kansas partageant ses avis et photos avec d'autres internautes. Elle se lie rapidement d'amitié avec les inscrits et administrateurs du site, se porte également volontaire pour être administratrice au site et envoie des cadeaux aux employés de CollegeClub. « Kaycee » est interviewée par The New York Times au téléphone en 2000, sous le nom de « Kaycee Swenson. » Dans l'article, elle se décrit comme une lycéenne travaillant dur pour atteindre l'université l'année prochaine.

## Blog, maladie, et décès
En 2000, Kaycee révèle à l'un de ses amis internautes, Randall van der Woning, souffrir d'une leucémie en voie de guérison. peu après, elle lui explique souffrir à nouveau de ce cancer. Plein de compassion, van der Woning lui propose de lui créer et éditer un blog dans lequel elle pourra partager ses sentiments ; Kaycee accepte et le blog intitulé Living Colours est créé en août 2000.
Le blog de Kaycee raconte, souvent en détail, sa lutte contre la maladie, et ses multiples hospitalisations. Ces articles ont été présentées et rédigées par Kaycee ou, dans certains cas lorsqu'elle était trop faible ou malade pour écrire, par sa « mère » Debbie. Elle semble maintenir son optimisme malgré sa faiblesse – elle débute sur le blog en écrivant « Je commence par une magnifique journée. . . dans ma survie. Je veux gagner! Je me lutterai jusqu'au bout! » et les lecteurs se dévouent et compatissent pour sa cause. Le nombre de visites se compte quelque temps après en millions pendant les deux ans d'activité du blog et nombre d'entre eux ont posté le lien de ce blog sur les réseaux sociaux. Certains même envoyaient des cadeaux, des e-mails et des cartes de prompt rétablissement à Kaycee ; tandis que d'autres, dont l'administrateur de son blog, s'adressaient à « Kaycee » au téléphone.
En avril 2001, il est révélé que l'état du foie de Kaycee se dégradait. Soucieux à la pensée de perdre une « amie » sans même l'avoir rencontrée, van der Woning insiste pour que Kaycee l'autorise à lui rendre visite ; Kaycee lui dit qu'il serait le bienvenu, mais qu'il ne pourrait pas lui rendre visite avant qu'elle ne rentre d'un voyage pour prendre des photos de l'océan.
Cependant, avant que van der Woning ne voyage pour rendre visite à Kaycee, il reçoit un coup de téléphone le 15 mai 2001 de la mère de Kaycee. En sanglot, Debbie l'informe du décès de Kaycee, inattendu, d'un anévrisme. Des informations sur la mort de Kaycee ont été immédiatement postées sur le blog :

« Merci pour tout l'amour, la joie, les rires et les pleurs. Nous vous en sommes infiniment reconnaissants. Kaycee Nicole est décédée le 14 mai 2001, à ses 19 ans. »

Des commentaires de soutien ont été postés sur le blog officiel, et des informations sur son décès ont été sujets à de nombreuses discussions sur Internet.

## Découverte de la supercherie
À la suite du « décès » de Kaycee, des internautes demandent une adresse pour envoyer des condoléances, cartes et fleurs. Cependant, malgré d'anciens envois de cadeaux pour Kaycee, plus aucune adresse valide n'a été retrouvée chez elle à Newton (Kansas). Debbie informe également van der Woning de la crémation du corps de sa fille.
Le 17 mai, la blogueuse Saundra Mitchell poste un commentaire sur son blog, se moquant des internautes feignant une maladie sur Internet. Bien qu'elle n'ait pas directement visé Kaycee Nicole, elle poste un autre commentaire le lendemain, suggérant qu'en réalité Kaycee Nicole n'avait jamais existé. Elle fait référence à la hâte invraisemblable avec laquelle Kaycee a été inhumée, remarquant que, même si le corps n'avait pas été autopsié – ce qui résultait de la cause de sa mort et de la possibilité qu'il y ait eu un médecin présent – il est improbable que l'accueil des personnes souhaitant lui rendre hommage, une cérémonie du souvenir et la crémation n'aient duré, selon les dires de Debbie, que deux jours ; Mitchell a également relevé nombre d'incohérences à propos des antécédents médicaux de Kaycee. Mitchell retrace l'« adresse web » de Kaycee et localise cette dernière à Peabody (Kansas). Selon elle, personne n'était au courant du décès d'une certaine Kaycee.
Le 18 mai, un utilisateur du célèbre site web Metafilter (en) poste un sujet intitulé « Serait-ce possible que Kaycee n'ait jamais existé? » se basant sur les dires de Saundra Mitchell. Les internautes (dont le créateur du sujet) se repassent l'histoire de Kaycee, et du fait que personne n'ait jamais rencontré Kaycee dans la vraie vie – pas même les internautes les plus proches de la victime – et qu'aucune coordonnée valide n'était disponible pour une jeune fille de 19 ans nommée Kaycee Nicole. 
Tandis que les discussions progressent dans le sujet posté sur Metafilter, des utilisateurs découvrent que le compte CollegeClub de Kaycee était lié au compte CollegeClub de Debbie Swenson, et que les données indiquent qu'un utilisateur s'était connecté au compte de Kaycee quelques jours après sa supposée mort. Un utilisateur examine de plus près les photos de Kaycee qu'elle avait mise en ligne sur son blog, et identifie un visage similaire à une autre fille.

### Confession
Le 19 mai, Debbie Swenson et l'ami le plus proche de Kaycee, Randall van der Woning, se parlent au téléphone. Elle lui explique qu'elle n'est pas la mère biologique de Kaycee, mais que cette dernière aurait été adoptée. En échange de cette information, elle lui demande de garder l'identité de Kaycee secrète, ce que van der Woning a fait ; cependant, cela a permis à Metafilter de poursuivre ses enquêtes. Tandis que les preuves d'un éventuel canular s'accumulaient, Swenson lui envoie toute la vérité, et ce dernier la poste sur le blog In Living Colours le 20 mai : Kaycee Nicole n'a jamais existé. Swenson explique « Je ne pensais pas que ça aurait pris une telle ampleur ». « Je savais que c'était mal et ça me rongeait chaque jour. Je ne le supportais plus ». Elle déclare par la suite que Kaycee n'était qu'un personnage inspiré de trois patients atteints de cancer, dont aucun n'était sa fille.

## Réactions
Le canular avoué, les internautes, dont van der Woning, expriment leur colère et leur incompréhension. La police locale est appelée à Peabody (Kansas) et une investigation est menée par le FBI pour une possible fraude,. Swenson présente ses sincères excuses pour ce canular, mais pense que le personnage de Kaycee a également eu du bon. Elle explique au New York Times que « beaucoup de personnes ont des problèmes [...] Je suis persuadée de les avoir aidées de différentes manières. »